# European Journal of Ecology
A European Journal of Ecology 2015-ben alapított, félévente megjelenő, angol nyelvű tudományos folyóirat. Eredeti, lektorált dolgozatokat (mint pl. research article, review, forum article és policy directions jellegű írásokat) közöl az ökológia minden területéről. Az olvasók számára minden itt megjelent cikk nyílt hozzáférésű (open access), és a szerzők sem fizetnek semmiféle publikációs költséget.
A tapasztalt kutatók mellett a lap a pályakezdők számára is publikációs fórumot biztosít. Ezért a lap ingyenes angol nyelvi-stilisztikai lektorálást nyújt a szerzőknek, továbbá a lektorálási gyakorlatában a konkrét, segítőkész bírálatokra törekszik, és kizárja a méltatlan és gúnyos kritikai megjegyzéseket.